# Halestorm
Halestorm ist eine 1997 gegründete US-amerikanische Rockband aus Red Lion, Pennsylvania. 

## Geschichte
Gegründet wurde Halestorm 1997/1998 von Elizabeth „Lzzy“ Hale (Gitarre, Gesang, Klavier) und ihrem Bruder Arejay Hale (Schlagzeug). Die Geschwister hatten gemeinsam mit ihrem Vater (Bass) erste Auftritte in der näheren Umgebung ihrer Heimatstadt. Inspiriert von Rockbands der 1970er und 80er Jahre, wie Alice Cooper, Van Halen und Cinderella, veröffentlichte Halestorm 1997 das Album Forecast for the Future. Es folgten zahlreiche weitere Auftritte und Veröffentlichungen. 2003 stieß der Gitarrist Joe Hottinger zur Band. Seit Juni 2004 komplettiert Bassist Josh Smith die Besetzung. 
2005 wurde Halestorm von Atlantic Records unter Vertrag genommen. Es folgten Tourneen durch die Vereinigten Staaten, unter anderem im Rahmen der SnoCore Tour 2006 zusammen mit Seether, Shinedown und Flyleaf. Im April 2006 erschien die Live-EP One&Done. Das Debütalbum Halestorm wurde in den USA am 28. April 2009 veröffentlicht und erreichte Platz 40 der US-Charts. Die ersten beiden Singles I Get Off und It’s Not You erreichten Top-20 Platzierungen in den US Rock Charts. Mit über einem Jahr Verspätung erschien das Album über Warner Music Germany am 21. Mai 2010 auch in Deutschland.
Im Vorprogramm von Theory of a Deadman waren Halestorm im März 2010 erstmals in Deutschland zu sehen. Im Juni folgten Auftritte beim Zwillings-Festival Rock im Park und Rock am Ring. Im November 2010 tourten Halestorm im Rahmen der Taste-of-Chaos-Tour zusammen mit Disturbed, Papa Roach und Buckcherry durch Europa. 2012 traten sie erneut auf den beiden ausverkauften Rockevents Rock am Ring / Rock im Park auf. Im Frühjahr 2012 waren Halestorm in Deutschland mit Shinedown auf Tour, im Oktober 2012 fand die erste Headliner-Tour statt, welche auf Grund des großen Erfolges 2014 fortgesetzt wurde.
2013 gewann die Band einen Grammy in der Kategorie Best Hard Rock/Metal Performance für das Lied Love Bites (So Do I). 2014 coverten sie für das Gedenkalbum This Is Your Life, das hauptsächlich von Ronnie James Dio dargebotene Songs enthält, das Lied Straight Through the Heart. In regelmäßigen Abständen hat die Band EPs mit Coverversionen bekannter Songs verschiedener Künstler, beispielsweise Pat Benatar, Heart, AC/DC, Lady Gaga oder Whitesnake, veröffentlicht. Im Januar 2017 erschien die dritte EP dieser Art, aus der vorab das Lied Still of the Night ausgekoppelt wurde.
Am 27. Juli 2018 veröffentlichte die Band ihr viertes Studioalbum Vicious. Die erste Single Uncomfortable wurde bei den Grammy Awards 2019 in der Kategorie Best Rock Performance nominiert. Der Preis ging jedoch posthum an Chris Cornell. Am 6. Mai 2022 folgte das fünfte Studioalbum Back from the Dead. Im Herbst 2022 nahmen Halestorm zusammen mit Mammoth WVH als Vorgruppen von Alter Bridge auf deren europäischen Teil der Pawns & Kings Tour teil. Am 5. Juli 2025 spielten Halestorm im Rahmen des letzten Black-Sabbath-Konzerts Back To The Beginning ein drei Songs umfassendes Set, darunter das Ozzy-Osbourne-Cover Perry Mason. Unter allen dort auftretenden Musikern war Lzzy Hale die einzige Frau.

## Diskografie
Studioalben

| Jahr | Titel Musiklabel                        | Höchstplatzierung, Gesamtwochen, AuszeichnungChartplatzierungen (Jahr, Titel, Musiklabel, Platzierungen, Wochen, Auszeichnungen, Anmerkungen) | Höchstplatzierung, Gesamtwochen, AuszeichnungChartplatzierungen (Jahr, Titel, Musiklabel, Platzierungen, Wochen, Auszeichnungen, Anmerkungen) | Höchstplatzierung, Gesamtwochen, AuszeichnungChartplatzierungen (Jahr, Titel, Musiklabel, Platzierungen, Wochen, Auszeichnungen, Anmerkungen) | Höchstplatzierung, Gesamtwochen, AuszeichnungChartplatzierungen (Jahr, Titel, Musiklabel, Platzierungen, Wochen, Auszeichnungen, Anmerkungen) | Höchstplatzierung, Gesamtwochen, AuszeichnungChartplatzierungen (Jahr, Titel, Musiklabel, Platzierungen, Wochen, Auszeichnungen, Anmerkungen) | Höchstplatzierung, Gesamtwochen, AuszeichnungChartplatzierungen (Jahr, Titel, Musiklabel, Platzierungen, Wochen, Auszeichnungen, Anmerkungen) | Anmerkungen                                                |
| Jahr | Titel Musiklabel                        | DE | AT | CH | UK | US | Rock | Anmerkungen                                                |
| ---- | --------------------------------------- | --- | --- | --- | --- | --- | --- | ---------------------------------------------------------- |
| 2009 | Halestorm Relapse Records               | — | — | — | — | US40 Gold · (25 Wo.)US | Rock11 (11 Wo.)Rock | Erstveröffentlichung: 28. April 2009 Verkäufe: + 500.000   |
| 2012 | The Strange Case Of... Atlantic Records | — | — | — | UK49 Silber · (1 Wo.)UK | US15 Platin · (58 Wo.)US | Rock7 (48 Wo.)Rock | Erstveröffentlichung: 10. April 2012 Verkäufe: + 1.060.000 |
| 2015 | Into the Wild Life Atlantic Records     | DE24 (1 Wo.)DE | AT33 (1 Wo.)AT | CH20 (1 Wo.)CH | UK10 (3 Wo.)UK | US5 (11 Wo.)US | Rock1 (22 Wo.)Rock | Erstveröffentlichung: 14. April 2015                       |
| 2018 | Vicious Atlantic Records                | DE27 (1 Wo.)DE | AT34 (1 Wo.)AT | CH10 (2 Wo.)CH | UK8 (2 Wo.)UK | US8 (2 Wo.)US | Rock1 (2 Wo.)Rock | Erstveröffentlichung: 27. Juli 2018                        |
| 2022 | Back from the Dead Atlantic Records     | DE13 (1 Wo.)DE | AT24 (1 Wo.)AT | CH12 (1 Wo.)CH | UK9 (1 Wo.)UK | US36 (1 Wo.)US | Rock4 (1 Wo.)Rock | Erstveröffentlichung: 6. Mai 2022                          |

## Auszeichnungen
Grammy Awards
| Jahr | Kategorie                        | für                  | Resultat  |
| ---- | -------------------------------- | -------------------- | --------- |
| 2013 | Best Hard Rock/Metal Performance | Love Bites (So Do I) | Gewonnen  |
| 2019 | Best Rock Performance            | Uncomfortable        | Nominiert |